# 原田順一
原田 順一（はらだ じゅんいち、1949年11月22日 - ）は、福岡県出身の元ボートレーサー。

## 来歴
1968年10月24日、下関開催でデビュー。1991年に尼崎で行われた第38回全日本選手権競走、1993年に地元・福岡で行われた第39回モーターボート記念競走では桑原淳一とデッドヒートを繰り広げて共に優勝 。2004年の第5回競艇名人戦競走（住之江）で3度目の桑原との対決になったが、優勝は大森健二で、原田は2着、桑原は6着に終わった。初タイトルが41歳という晩成型の強豪として知られ、SG・GIは各2勝、名人戦でも第1回（2000年）から3年連続で優出して沸かせた。長いことGIタイトルに縁が無かったが、1998年秋の芦屋「ダイヤモンドカップ競走」を2コースから差し切って初制覇。以降は年齢を感じさせぬ絶好調の働きぶりで、1999年は住之江「ダイヤモンドカップ」で絶好調の松井繁を破る大金星を挙げ、回りアシ重視のペラと体重管理のための菜食主義に徹した徹底的なプロ意識が実を結ぶ結果となった。独特の博多弁で、記者に対する受け答えや開会式のファンに対するコメントなどで、個性的な印象を残した。2006年は11月5日に平和島一般戦「第6回日刊ゲンダイ杯」4日目12Rで1999勝目（1号艇1コースから逃げ切り）を挙げ、通算2000勝に王手を掛けて同15日から宮島一般戦「ビクトリーチャンネル杯」に参戦。初日は5着・3着と落としたものの、翌16日・2日目の5Rにおいて6号艇ながらも3コースに潜り込み、3番手となる0.11のスタート。若干不利にも見える中、1周1マークは思い切り良く内側2艇を一気にまくり、単独先頭でバックストレッチへ向かう。そのまま独走を続け余裕でのゴール、切り良く通算9000走目での2000勝達成となった。2010年12月29日の大村一般戦「クリスマス男女W優勝戦」で最後の優勝（1号艇1コースから逃げ切り）を飾り、2014年の唐津GI「マスターズチャンピオン」で最後の優出（5号艇5コース進入で5着）を果たした。2015年は2月2日の浜名湖一般戦「日刊スポーツ杯出身地日本一決定戦」3日目9Rで最後の勝利となる通算2296勝目（1号艇1コースから逃げ切り）を挙げ、3月9日の桐生一般戦「第17回東京スポーツ杯」最終日2Rが最後の出走（4号艇4コース進入で2着）となった。7月8日、65歳で現役を引退。
引退後の2016年、ボートレース殿堂マイスター入りを果たす 。

## 獲得タイトル
※太字はSGレース
- 1991年 - 第38回全日本選手権競走（尼崎）
- 1993年 - 第39回モーターボート記念競走（福岡）
- 1998年 - ダイヤモンドカップ（芦屋）
- 1999年 - ダイヤモンドカップ（住之江）